# Rheinmetall
A Rheinmetall AG é uma empresa que tem presença no setor automobilístico e de defesa, está sediada em Dusseldorf, Alemanha.

## História
Em 13 de abril de 1889, Joseph Massenez, diretor geral do Hörder Bergwerks- und Hüttenverein,
fundou a Rheinische Metallwaaren- und Maschinenfabrik Aktiengesellschaft, a atual Rheinmetall AG, para fornecer munição ao Império Alemão. A primeira fábrica da Rheinmetall foi construída e administrada por Heinrich Ehrhardt até 1920.
Após a Primeira Guerra Mundial, como resultado das limitações impostas pelo Tratado de Versalhes, a Rheinmetall passou a produzir itens não militares, como locomotivas.
A produção militar recomeçou em 1921, e em 1925, o governo alemão adquiriu a maioria das ações da empresa. O fabricante de locomotivas August Borsig GmbH foi adquirido em 1933; em 1936, os dois se fundiram para criar a Rheinmetall-Borsig AG. 
Em 1938, a sede da empresa mudou de Dusseldorf para Berlim.
Em 1956, a Rheinmetall-Borsig AG foi adquirida pelo Röchling Group. A Borsig AG foi vendida para a Salzgitter AG, e o nome da empresa foi trocado de Rheinmetall-Borsig AG para Rheinmetall Berlin AG.
Em 1996, a Rheinmetall Berlin AG teve seu nome novamente trocado, agora para Rheinmetall AG.

### Fundação e crescimento inicial
Em abril de 1889, a empresa de mineração Hoerder Bergwerks- und Huetten-Verein fundou a Rheinische Metallwaren- und Maschinenfabrik Aktiengesellschaft sob a Direção Geral de Josef Massenez para a produção de munição para o Império Alemão. O engenheiro turíngio Heinrich Ehrhardt (1840-1928) supervisionou a construção da planta da Rheinmetall na Dusseldórfia e a administrou até 1920. Ele tornou várias de suas patentes e invenções disponíveispara a companhia e contribuiu significativamente para o desenvolvimento técnico de vários produtos da Rheinmetall. Em dezembro de 1889, a recém-fundada fábrica em Dusseldórfia-Derendórfia à Ulmenstrasse iniciou a produção.
A empresa expandiu-se muito rapidamente nos anos seguintes, parcialmente devido a ordens governamentais e parcialmente porque as patentes foram obtidas para dois processos de fabricação de tubos sem costura em 1891 e 1892. De forma a atender à crescente demanda por aço resultante da expansão da planta principal, Metallwerk Ehrhardt & Heye AG em Dusseldórfia-Rath foi adquirida em 1892 e incorporada à empresa em 1896.
Em 1896, Rheinmetall lançou o primeiro canhão de tiro rápido do mundo adequada para serviço de campo, com recuo variável e recuo de cano combinado e um dispositivo de alimentação para frente. Ele foi baseado em patentes do engenheiro Konrad Haussner. A comissão prussiana de testes de artilharia rejeitou-o, ou por tê-lo maljulgado, ou por não ter-se apercebido das possibilidades. Após a exitosa introdução das armas operadas por recuo pela França (Canon de 75 mle 1897), essa atitude mudou, e o desenvolvimento tornou-se um grande sucesso econômico para Rheinmetall. Em 1901, por iniciativa de Heinrich Ehrhardt, Rheinmetall assumiu a falida Munitions- und Waffenfabrik AG em Soemmerda, expandindo sua gama de produtos.

### Primeira Guerra Mundial e o período entreguerras
Nos anos seguintes, Rheinmetall também cresceu devido a demandas de fora. Em 1906, a fábrica em Dusseldórfia foi expandida. No começo da Primeira Guerra Mundial em 1914, Rheinmetall foi um dos maiores fabricantes de armamentos no Império Alemão e empregou quase 8.000 pessoas. Pelo fim da guerra, a força de trabalho havia crescido a quase 48.000 trabalhadores e funcionários, incluindo cerca de 9.000 mulheres. A área construída da planta principal quadruplicou nesse período.
Após a guerra, a produção de armamentos estagnou e Rheinmetall teve de demitir funcionários. As condições do Tratado de Versalhes obrigou-a a trocar seu âmbito para produtos civis. Rheinmetall, portanto, passou a produzir locomotivas, vagões ferroviários, maquinários agrícolas e arados a vapor na Renânia. A fábrica em Soemmerda produzia dispositivos de precisão mecânica como datilógrafos e calculadoras. A produção de aço em Rath foi aumentada para atender à produção de bens civis.

## Galeria

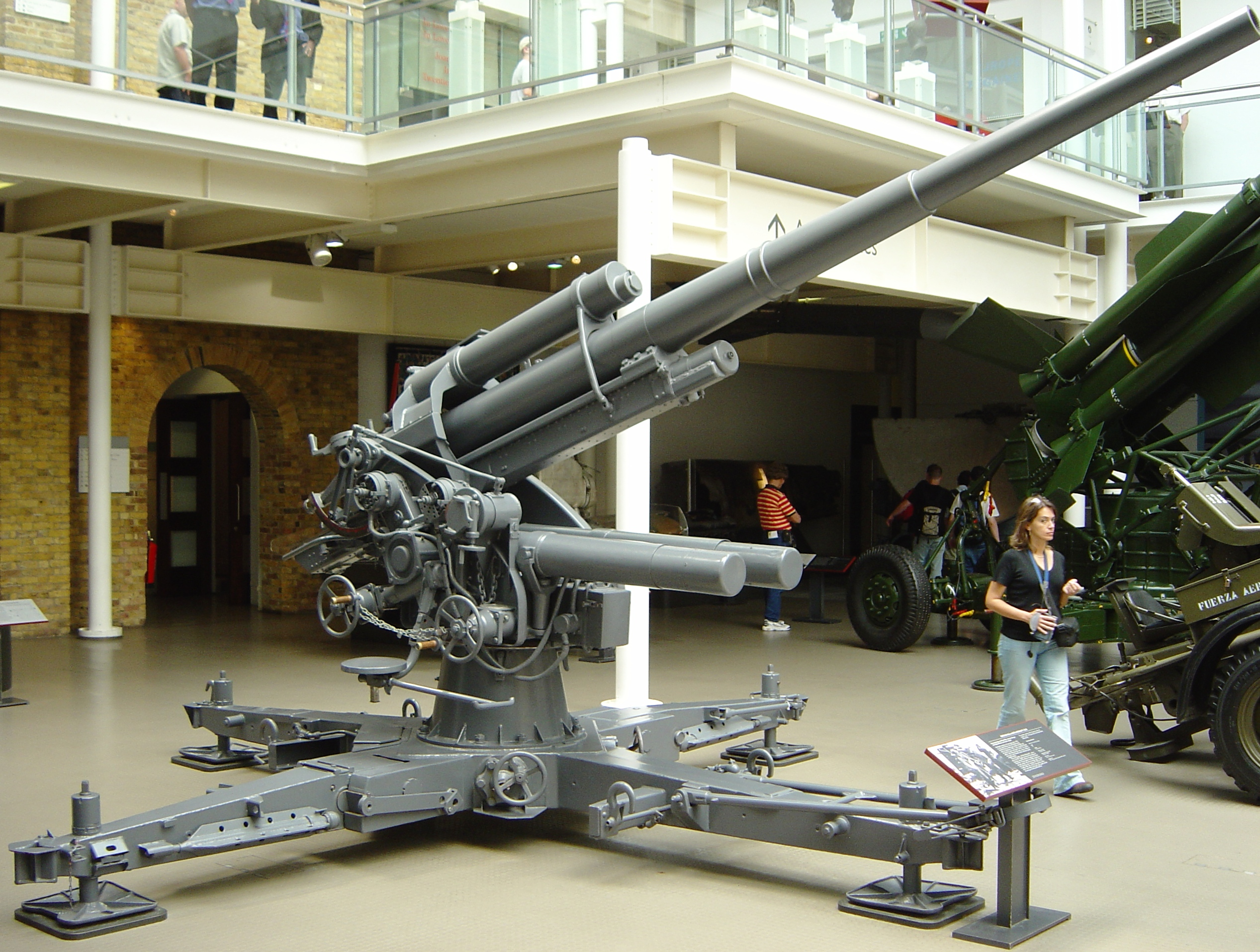
Flak 36 produzido pela Rheinmetall.
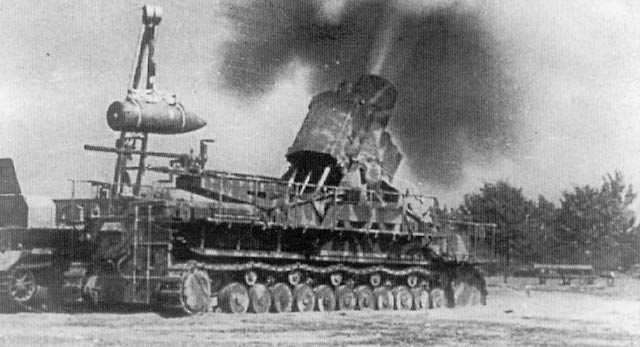
A Rheinmetall desenvolveu e produziu o Karl-Gerät, morteiro de cerco autopropulsado utilizado na Segunda Guerra Mundial.
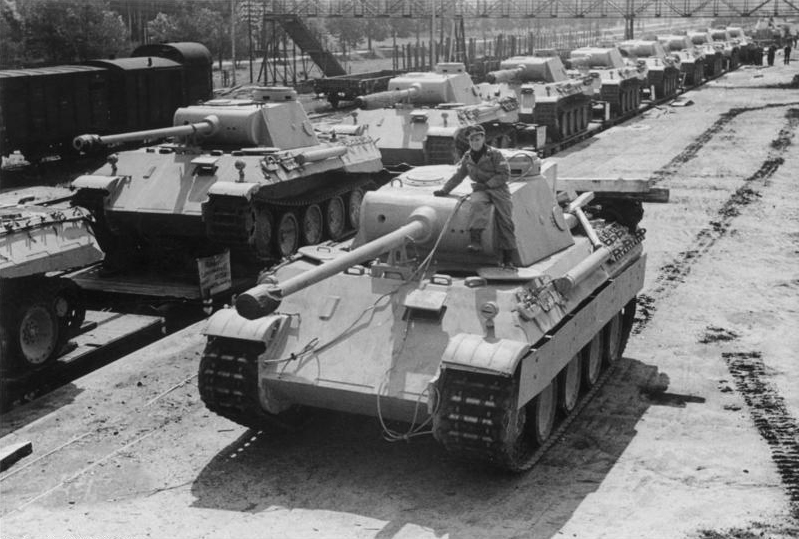
O canhão Kwk 42 (L/70) de 7.5 cm desenvolvido para o Panther foi produzido pela Rheinmetall.
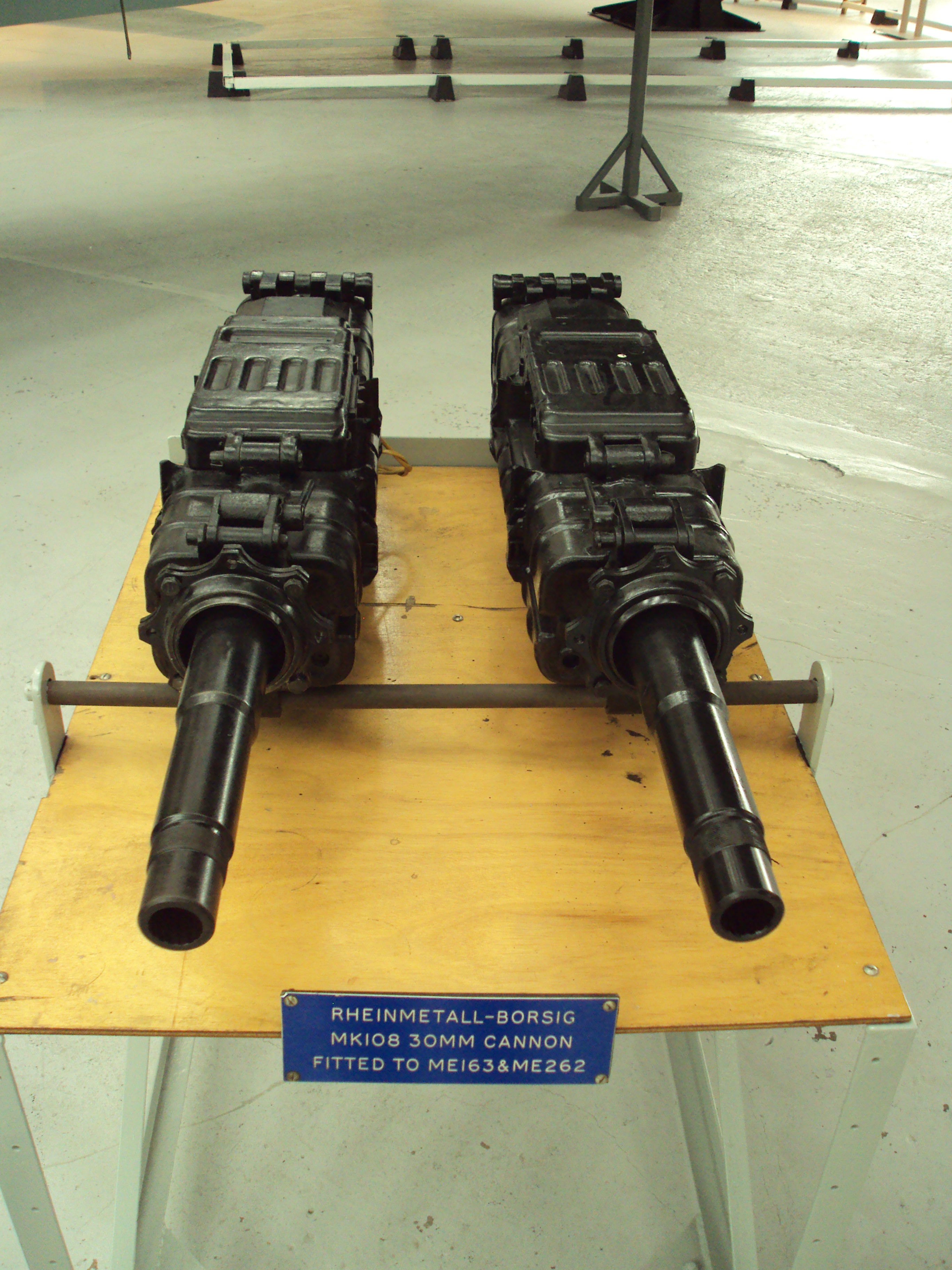
Canhões Rheinmetall-Borsig MK 108 de 30mm.
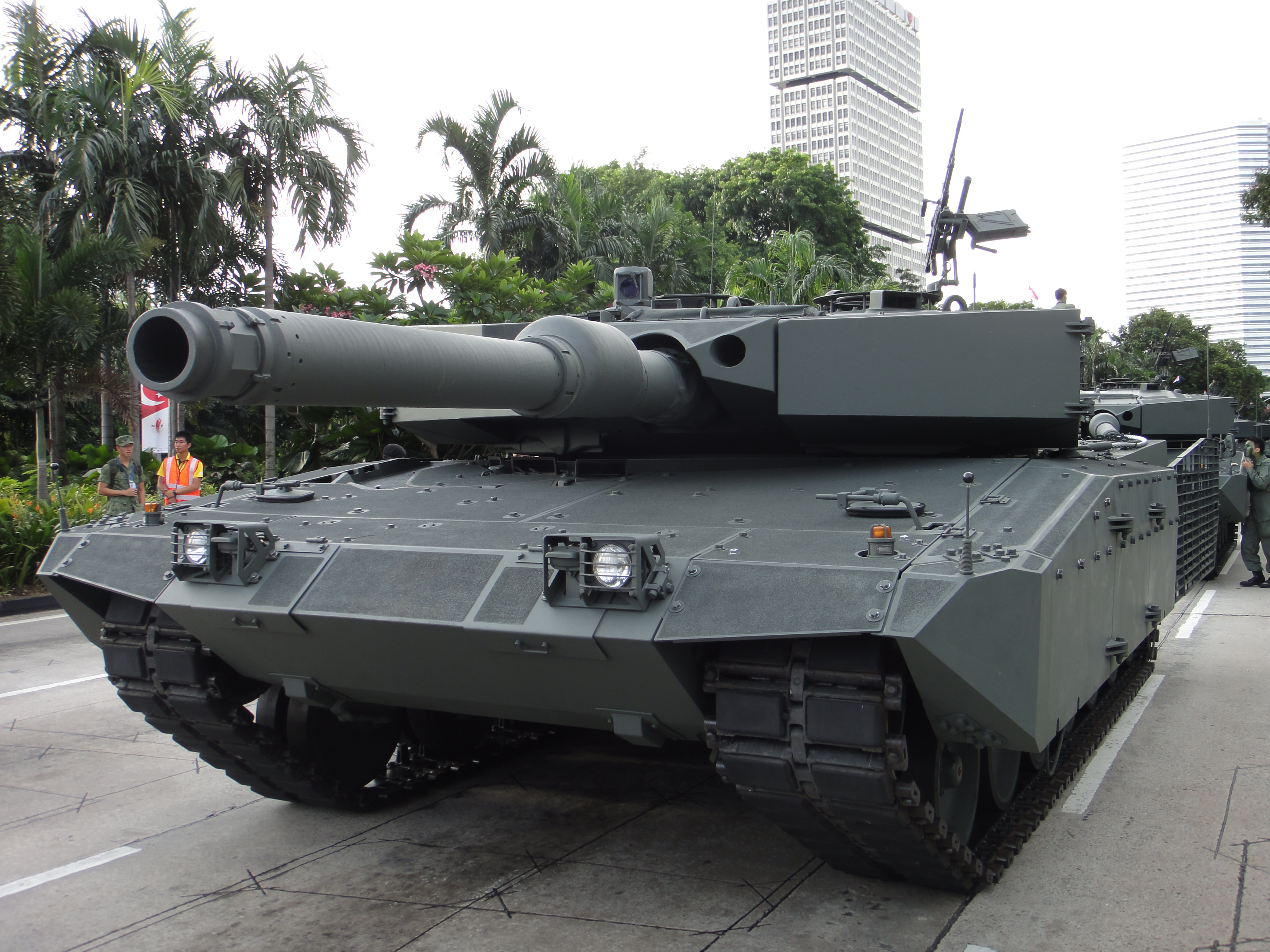
Leopard 2A4 do Exército de Singapura equipado com um canhão de 120 mm da Rheinmetall.
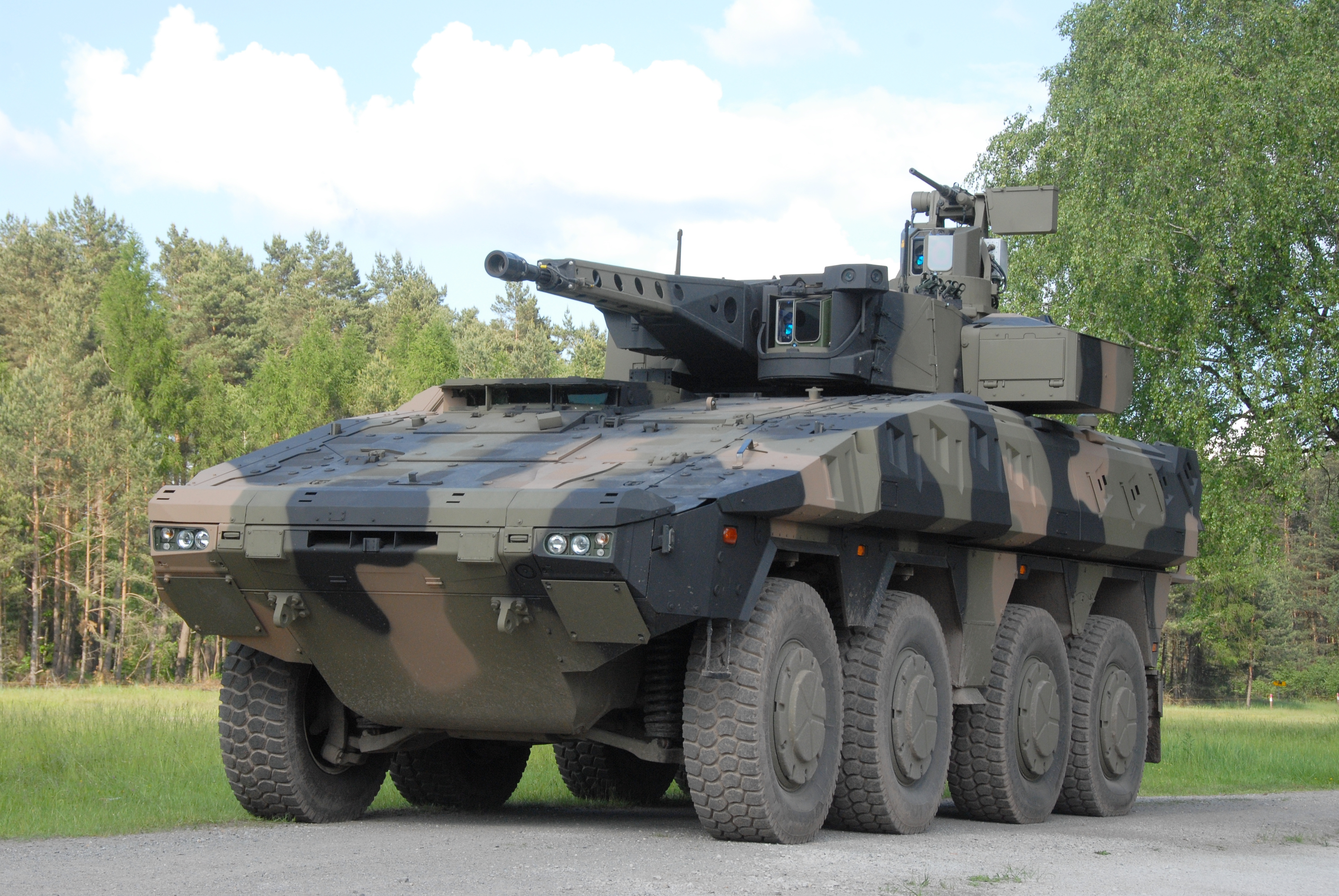
Boxer IFV com torreta produzida pela Rheinmetall.
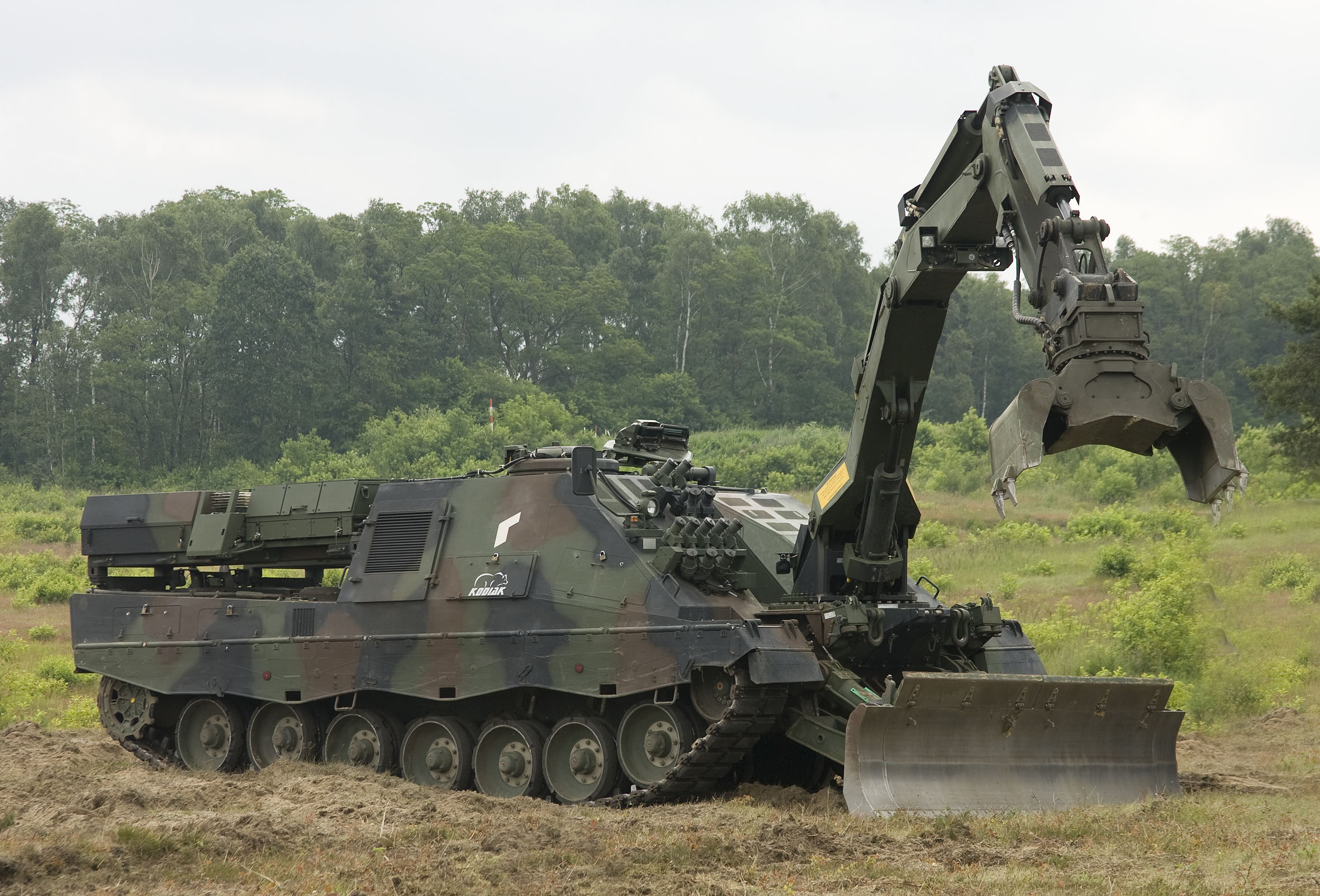
AEV 3 Kodiak.
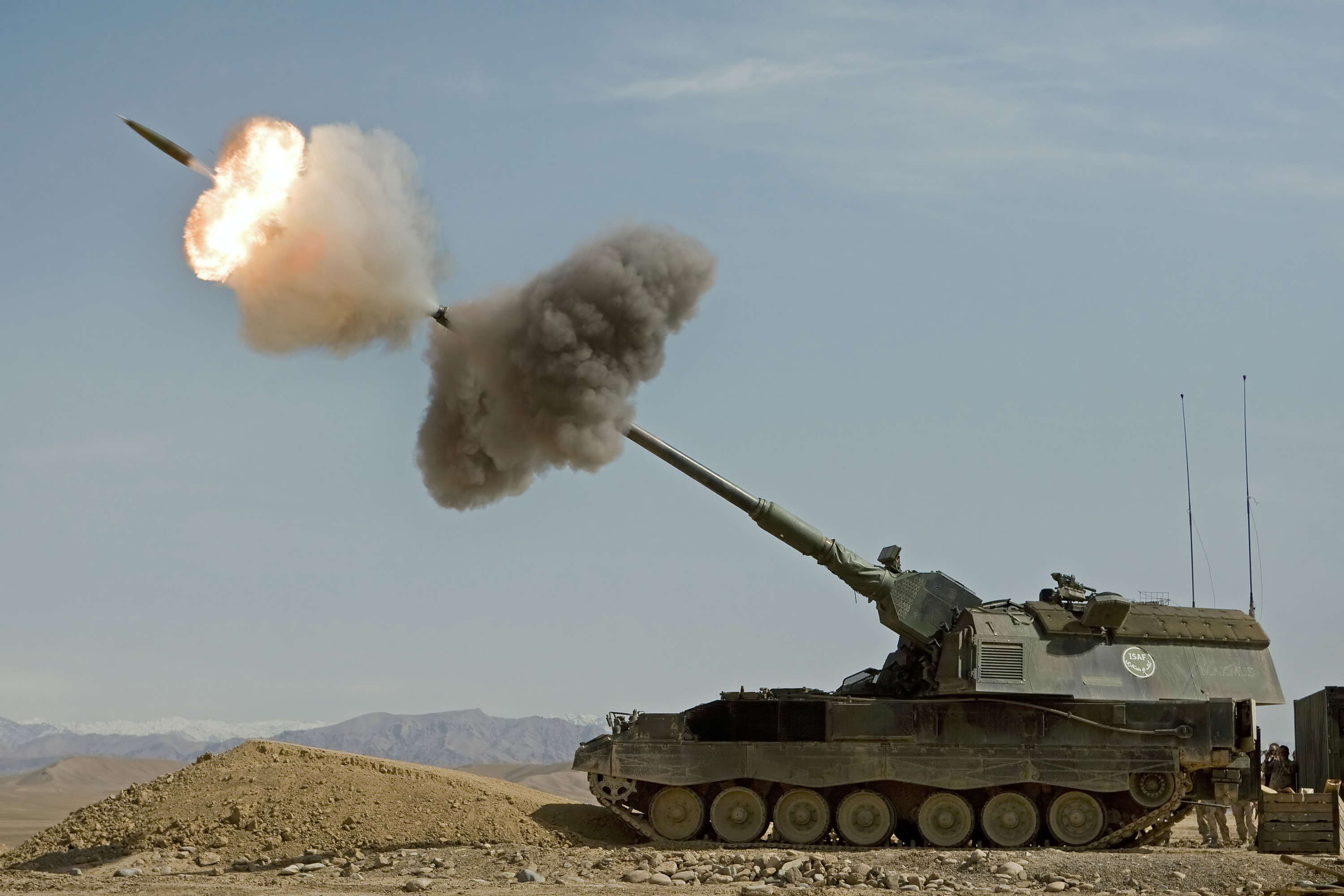
Um Panzerhaubitze 2000 holandês em ação no Afeganistão.
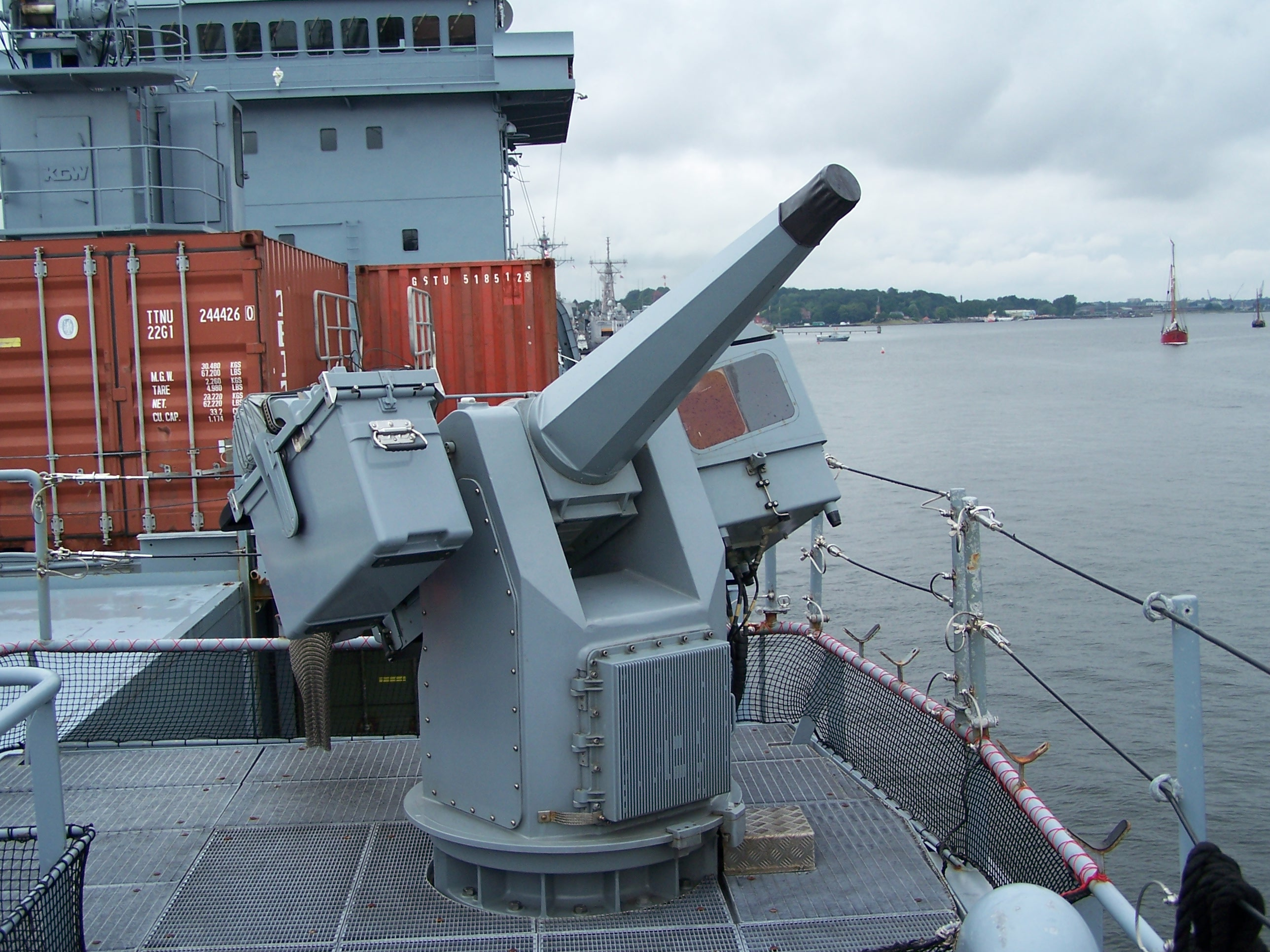
Canhão automatizado MLG 27 da Marinha Alemã.
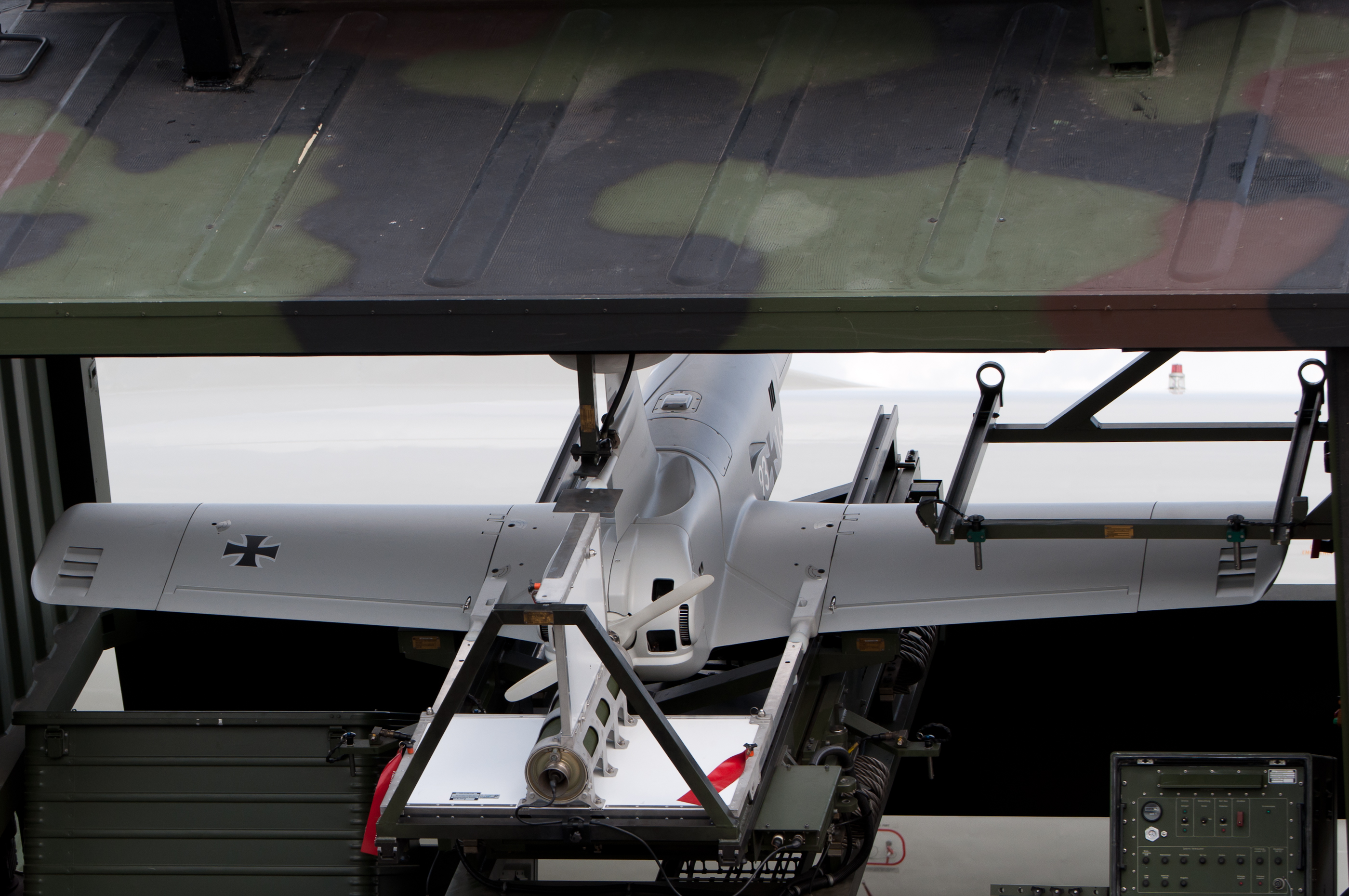
Rheinmetall KZO.
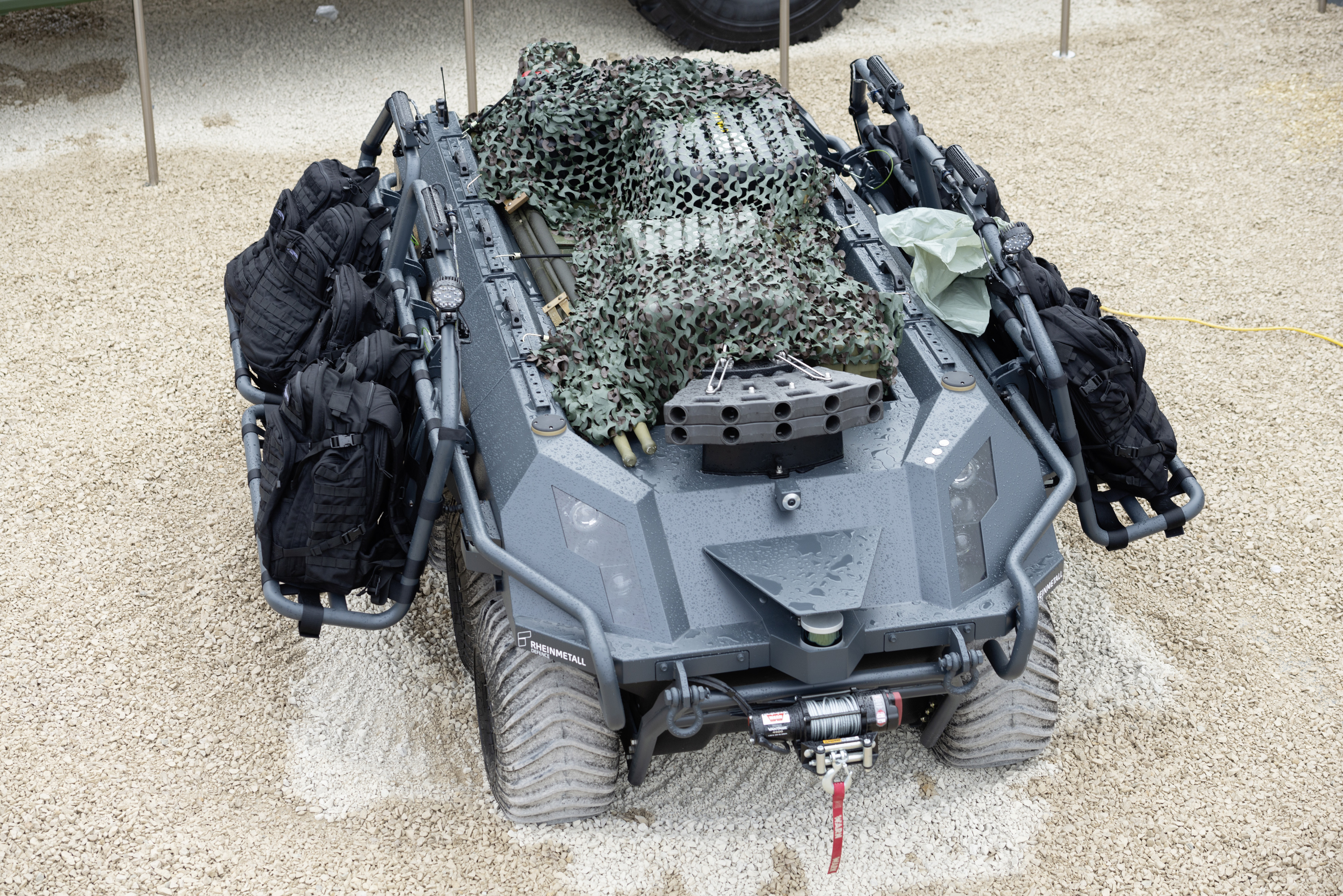
Mission Master UGV, veículo terrestre não tripulado da Rheinmetall.